# Verba. Anuario galego de filoloxía
Verba. Anuario Galego de Filoloxía es una revista anual fundada en 1974 por la Universidade de Santiago de Compostela con la intención de difundir los estudios filológicos realizados en Galicia con la vocación de dedicar una atención preferente a la lengua gallega.

## Características
A pesar de su intención inicial, la recepción de la revista en los ambientes universitarios españoles, europeos y americanos abrió el camino para que especialistas de distintas procedencias ampliasen su catálogo de temas y de lenguas de trabajo.
La revista abarca campos como: gramática, fonología, léxico, edición de textos, teoría lingüística y pragmática, y admite originales en gallego, castellano, portugués, catalán, francés, italiano, inglés y alemán.
Además del volumen anual, la revista edita una colección de anexos monográficos que, en 2012, llegaban a 70 títulos.
En el índice RESH, Verba se situaba, en el período 2004-2008, en el puesto 6 de 121 entre las revistas españolas de Filología Hispánica de mayor impacto. El indicador que mide el impacto es la tasa de citaciones, calculada en función de las citas en las principales revistas científicas españolas y las citas recibidas en la Web of Science.
Verba dispone de un portal digital que se publica en gallego, español, francés e inglés.